# Pumping Station (Chicago)
La Pumping Station est une station de pompage de style néogothique datant de 1869, située au 821 North Michigan Avenue, dans le quartier de Streeterville à Chicago, dans l'État de l'Illinois aux États-Unis.
Située juste en face de la Chicago Water Tower, la Pumping Station se trouve en bordure de l'avenue commerciale du Magnificent Mile, dans le secteur communautaire de Near North Side. Le 23 avril 1975, la Pumping Station a été inscrite sur la prestigieuse liste du Registre national des lieux historiques (National Register of Historic Places ; NRHP) par le National Park Service.

## Description
À la suite du Grand incendie de 1871 qui ravagea la majeure partie de la ville de Chicago, la Pumping Station et la Water Tower faisaient partie des rares bâtiments du quartier historique à avoir survécu à la catastrophe. Les deux édifices étant conçus en pierre.
Son emplacement se situe le long du trottoir est de Michigan Avenue, juste en face de la Chicago Water Tower, un château d'eau en forme de tour de style néogothique datant de 1869, et fait partie du quartier historique du Old Chicago Water Tower District. La station chevauche le prestigieux district historique de "Old Chicago Water District Landmark Tower" et fait partie des édifices les plus visités du secteur. 
À l'instar de la Chicago Water Tower, la station a été construite en 1869 par l'architecte William W. Boyington, qui a également conçu le célèbre cimetière de Rosehill à Chicago. En 1918, quand Pine Street (aujourd'hui Michigan Avenue) a été élargie, les plans ont été modifiés afin de donner plus de valeur à l'emplacement de la Water Tower et de la Pumping Station.
Le bâtiment comprend une vaste salle composée de machines. Il est doté d'un plafond de 11 mètres de haut et entouré d'une mezzanine. Les chaufferies et une haute cheminée en calcaire sont situées à l'est de la salle des machines. L'extérieur du bâtiment est en pierre calcaire jaune provenant des carrières de Joliet et Lemont. Il est orné dans un style néogothique, avec des créneaux en pierre taillée et un toit en croupe.
En 2003 et 2004, la ville de Chicago, propriétaire de la Pumping Station, a fait une étude se basant sur une possible réutilisation de l'édifice, comprenant des travaux de rénovation afin d'accueillir la compagnie de théâtre Lookingglass (Lookingglass Theatre Company). Au début des années 2000, quatre projets de réaménagement ont été réalisés simultanément, incluant la restauration de la façade, l'amélioration de l'éclairage architectural, l'amélioration et l'aménagement paysager ainsi que l'élimination des peintures au plomb. À ce jour, le bâtiment sert toujours de station de pompage.